# Centre européen d'astronomie spatiale
Pour les articles homonymes, voir ESAC.

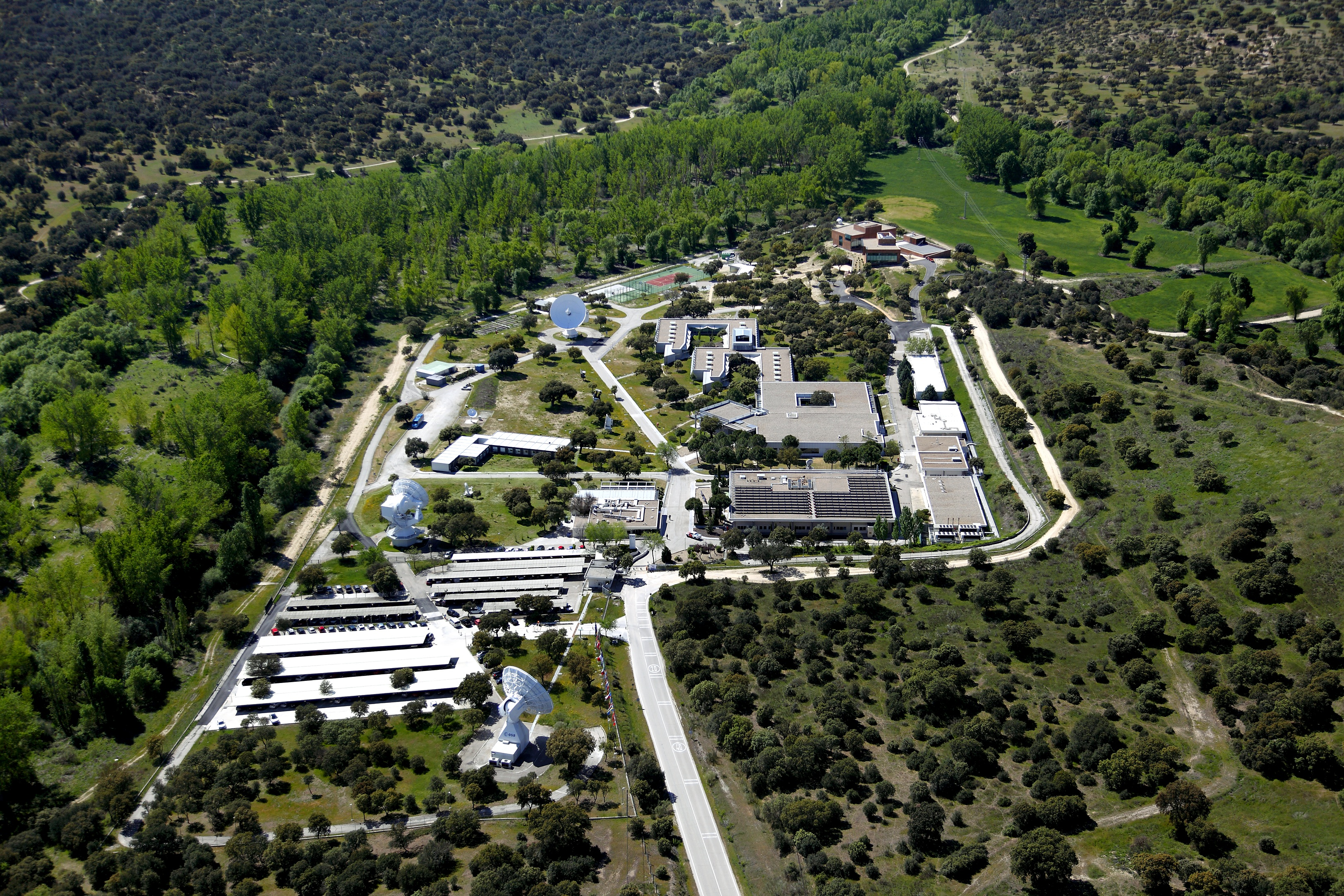
Vue aérienne du centre

Le Centre européen d'astronomie spatiale, (en anglais European Space Astronomy Centre, en abrégé ESAC) est un centre de l'Agence spatiale européenne (ESA) situé à Villanueva de la Cañada, près de Madrid, en Espagne. Il pilote les opérations scientifiques et conserve les archives de toutes les missions d'astronomie spatiale et d’étude des planètes de l'ESA. 